# USS Liberty (AGTR-5)
USS Liberty (AGTR-5) byla výzvědná loď třídy Belmont Námořnictva Spojených států amerických využívaná Národní bezpečnostní agenturou.

## Služba
Na moře poprvé vyplula ještě ke konci 2. světové války, 23. února 1945 v Portlandu, státě Oregon, původně pojmenovaná jako Simmons Victory. Do roku 1958 fungovala jako obchodní loď. V roce 1963 o ni projevilo zájem Námořnictvo Spojených států amerických a přestavělo ji na podpůrné plavidlo. Později ji přejmenovalo na Liberty a v roce 1964 změnilo její statut na AGTR-5 ((American) Technical Research Ship). V únoru 1965 putovala Liberty do Norfolku ve Virginii, kde podstoupila další modernizaci v hodnotě cca 20 milionů USD, se kterou byla operačně schopna sloužit pro americkou Národní bezpečnostní agenturu (NSA). Stala se tak unikátem, jediným svého druhu; byla schopna odposlouchávat elektronickou komunikaci a rádiovou komunikaci na všech používaných frekvencích. Jejím posláním byl sběr dat v elektronické a rádiové formě, jejich zpracování, případné dekódování a analýza, nejde-li o informace hodné národním zájmům USA.
Kapitánem USS Liberty ve službách amerického námořnictva se stal zkušený William McGonagle. V červenci 1965 byla loď vyslána na svoji první misi do vod od západního pobřeží afrického kontinentu. Během následujících dvou let splnila ještě několik podobných úkolů. V červnu 1967 byla poslána pro sběr cizí komunikace do jihovýchodního kouta Středozemního moře.

### Útok na USS Liberty
Dne 8. června 1967 byla loď v mezinárodních vodách severně od sinajského poloostrova během probíhající šestidenní války napadena stíhačkami Izraelského letectva a torpédovými čluny izraelského námořnictva. Izrael tvrdil, že loď byla identifikována jako egyptská loď vzhledem k tomu, že se podobala známé lodi El Qaser (která byla ale přibližně dvakrát větší) a že tato egyptská loď předtím ostřelovala město El Aríš, které měl v této fázi šestidenní války v držení Izrael. Samostatná vyšetřování, prováděná Izraelem a Spojenými státy, dospěla k závěru, že k útoku došlo omylem. Při útoku bylo zabito 34 členů posádky a 174 bylo zraněno. Loď byla těžce poškozena, nicméně po napadení byla ještě schopna odplout. Izrael zaplatil 12 000 000 dolarů v odškodnění rodinám mrtvých.

### Audiovizuální dokumenty
- The Operations Room: Israel Attacks the USS Liberty, 1967 - Animated na YouTube (anglicky)